# جون ميسيل
جون ميسيل (بالإنجليزية: John Angel) هو فنان أمريكي، ولد في 1 نوفمبر 1881 في Newton Abbot ‏ في المملكة المتحدة، وتوفي في 16 أكتوبر 1960.